# Changavi Kaval, Gubbi
Changavi Kaval là một làng thuộc tehsil Gubbi, huyện Tumkur, bang Karnataka, Ấn Độ.